# IVe siècle
Le IVe siècle (ou 4e siècle) commence le 1er janvier 301 et finit le 31 décembre 400.

## Événements

### Afrique
- Vers 330 : le christianisme parvient dans le royaume d'Aksoum en Éthiopie par les marchands gréco-romains établis sur la mer Rouge[1].
- Les éleveurs nomades Hottentots (Khoïkhoïs) et les chasseurs-cueilleurs Bochimans (San) sont repoussés par l’arrivée des Bantous en Afrique australe[2].
- Fondation par les Soninkés du royaume du Ouagadou, à l'origine de l'Empire du Ghana en Afrique occidentale[3].

### Amérique
- 300 : début de l'époque classique de la civilisation maya, capitale à Tikal, au Yucatan[4].
- Vers 300-600 : tradition culturelle barrancoïde dans le bas-Orénoque[5].
- Vers 300-700 : époque des pionniers de la civilisation des Hohokams du sud-ouest américain ; ils vivent dans des petit villages agricoles et creusent des canaux d’irrigation pour exploiter l'eau de la rivière Gila[6].

### Asie
- Vers 300-538 : période Kofun au Japon[7]. Fin des sacrifices humains. Début de l’ère des tumuli mégalithiques (Kofun). Fondation de la principauté du Yamato. Les Kofun sont des tumulus servant à ensevelir les chefs les plus importants. Souvent en forme de trous de serrure, ils atteignent au Ve siècle des dimensions importantes (jusqu’à 800 m de longueur).[réf. nécessaire]. Fresques tombales et objets excavés récemment semblent montrer une vigoureuse influence coréenne sur ce premier Japon : culturelle et même, selon certains, politique, sans que rien encore ne permette d’en décider avec certitude.
- 304-439 : période des Seize Royaumes en Chine du Nord. La dynastie Jin (265-420) occupe le Sud.
- 320-455 : apogée de l’empire Gupta en Inde du Nord[8]. Phase classique dans l’art. Premiers temples en pierre, au style apparenté à celui des « cella » grecques. L’art s’affranchit des influences hellénistiques pour devenir proprement indien. La littérature se développe considérablement (drame, poésie). Rédaction de śilpaśâstra (traités d’architecture).
- Prospérité des États de Paekche, Silla et Koguryo en Corée[9]. Le royaume de Paekche atteint son extension maximale dans le sud de la péninsule et entre en conflit avec le Koguryo lors de la seconde partie du siècle. Le bouddhisme apparaît en Corée.[réf. nécessaire]

### Proche-Orient
- 301 ou 314 : l’Arménie devient le premier État chrétien de l’histoire[10],[11].
- Introduction du christianisme en Ibérie (Géorgie)[11]. Il permet, à travers les nombreuses écoles et monastères, un essor et une diffusion de la culture géorgienne.
- Déclin des royaumes de l’Arabie Heureuse. Le commerce des caravanes terrestre est remplacé par le commerce maritime au profit du royaume d'Aksoum.

### Europe
- La deuxième transgression marine dunkerquienne, commencée au milieu du IIIe siècle, aboutit à la submersion de la zone côtière de la plaine flamande à l’Allemagne du Nord[12].
- 293 : après l’instauration de la Tétrarchie par Dioclétien pour faire face aux invasions barbares, l’Empire romain continue de dominer tout le bassin méditerranéen.
- Vers 300-350 : bateau de Nydam, découvert au Danemark[13]. Il mesure 23 mètres de long et n’a ni mât ni quille.
- 312 : conversion de l'empereur romain Constantin Ier au christianisme.
- 325 : concile de Nicée, premier concile œcuménique ; le christianisme se sépare du judaïsme en fixant une date différente pour la fête de Pâques[14].
- 325-381 : crise de l’arianisme[15].

- Vers 370 : le royaume goth d’Ermanaric s’étend de la mer Baltique à la mer Noire. Il succombe sous la poussée de l’empire hunnique entre 370 et 380.
- 378 : l’armée romaine est vaincue par les Wisigoths à la bataille d’Andrinople.
- 395 : partage définitif de l’empire romain entre Empire d’Occident et d’Orient.

## Personnages significatifs
- Chefs politiques :
  - Empereurs romains :
    - Dioclétien (244 - 311), règne de 284 à 305.
    - Maximien Hercule (250 - 310), règne de 286 à 305.
    - Constance Chlore (250 - 306), règne de 305 à 306.
    - Galère (250 - 311), règne de 305 à 311.
    - Sévère (250 - 307), règne de 306 à 307.
    - Constantin Ier (272 - 337), règne de 306 à 337.
    - Licinius (265 - 325), règne de 308 à 324.
    - Maximin II Daïa (270 - 313), règne de 310 à 313.
    - Constantin II (316 - 340), règne de 337 à 340.
    - Constant Ier (320 - 350), règne de 337 à 350.
    - Constance II (317 - 361), règne de 337 à 361.
    - Julien (331 - 363), règne de 361 à 363.
    - Jovien (331 - 364), règne de 363 à 364.
    - Valentinien Ier (321 - 375), règne de 364 à 375.
    - Valens (328 - 364), règne de 364 à 378.
    - Gratien (359 - 383), règne de 375 à 383.
    - Valentinien II (371 - 392), règne de 375 à 392.
    - Théodose Ier (347 - 395), règne de 379 à 395.
    - Magnus Maximus (335 - 388), règne de 384 à 388.
    - Flavius Arcadius (377 - 408), règne sur l'Empire romain d'Orient de 395 à 408.
    - Flavius Honorius (384 - 423), règne sur l'Empire romain d'Occident de 395 à 423.
- Religieux :
  - Eusèbe de Césarée (v. 275 – 339)
  - Pacôme le Grand (v. 292-v. 348), fondateur du cénobitisme et rédacteur de la première règle monastique
  - Athanase d'Alexandrie (v. 298-373), docteur des Églises orthodoxes et de l'Église catholique
  - Martin de Tours (316 ou 317, 397), Père de l'Église
  - Basile de Césarée (329 - 379), Père de l'Église grecque, Docteur de l'Église
  - Jérôme de Stridon, saint (340-420), traducteur de la Bible en latin, Père de l'Église,
  - Ambroise de Milan (340-397), évêque de Milan.
  - Jean Chrysostome (entre 344 et 354 - 407), évêque de Constantinople.
  - Augustin d'Hippone, saint (354-430), théologien et Père de l'Église.
- Poète :
  - Prudence (348 - entre 405 et 410), poète latin, fondateur de la littérature allégorique.
  - Kâlidâsa, poète indien.
- Traducteur :
  - Wulfila (311-383) évêque goth, traduit la Bible en langue gotique.